# Астрелин, Игорь Михайлович
И́горь Миха́йлович Астре́лин (укр. Ігор Михайлович Астрелін; 5 февраля 1942, Троицк, Челябинская область — 23 октября 2020, Киев) — советский и украинский учёный, заслуженный деятель науки и техники Украины, академик Академии наук высшего образования Украины, член президиума Европейской ассоциации по защите окружающей среды, лауреат премии Ярослава Мудрого за достижения в науке, почётный профессор Украинского государственного химико-технологического университета.

## Биография
Родился в семье военного лётчика. Окончив среднюю школу, поступил в Киевский политехнический институт, который окончил в 1964 году, с тех пор там и работал.
После окончания аспирантуры в 1968 году, защищитил кандидатскую диссертацию. Работал на кафедре технологии неорганических веществ и общей химической технологии ассистентом, стал доцентом этой же кафедры.
С 1973 по 1976 год работал в Алжире (Badji Mokhtar Annaba University), был заведующим кафедрой химии, а впоследствии и советником ректора.
В 1990 году защитил докторскую диссертацию, ему было присвоено звание профессора.
С 1983 года заведовал кафедрой технологии неорганических веществ и общей химической технологии.
В 2000 году был назначен деканом химико-технологического факультета.
Умер 23 октября 2020 года после тяжёлой болезни.